# Journal of the Straits Branch of the Royal Asiatic Society
Journal of the Straits Branch of the Royal Asiatic Society (abreviado J. Straits Branch Roy. Asiat. Soc.) fue una revista ilustrada con descripciones botánicas que fue editada por la Royal Asiatic Society de Singapur. Se publicaron 86 números en los años 1878-1922. Fue reemplazada en 1923 por Journal of the Malayan Branch of the Royal Asiatic Society.